# Cantó de Levier
El cantó de Levier és una antiga divisió administrativa francesa, situada al departament del Doubs i a la regió del Franc Comtat.
Arran de la reforma aprovada per decret de 25 de febrer de 2014, que va entrar en vigor després de les eleccions departamentals de 2015, va ser suprimida.

## Municipis
- Arc-sous-Montenot
- Bians-les-Usiers
- Boujailles
- Bulle
- Chapelle-d'Huin
- Courvières
- Dompierre-les-Tilleuls
- Évillers
- Frasne
- Goux-les-Usiers
- Levier
- Septfontaines
- Sombacour
- Villeneuve-d'Amont
- Villers-sous-Chalamont

## Història
| Data d'elecció                           | Identitat           | Partit              | Qualitat |
| ---------------------------------------- | ------------------- | ------------------- | -------- |
| 1945-1964                                | M. Reudet           | RI                  |          |
| 1964-1976                                | M. Michaud          | CD, després MRP     |          |
| 1976-2001                                | Louis Philippe      | CD, després UDF-CDS |          |
| 2001-                                    | Jean-Pierre Gurtner | Divers droite       |          |
| les dades anteriors no són pas conegudes |                     |                     |          |